# تپه شهید کوله
تپه شهید کوله مربوط به دوران‌های تاریخی پس از اسلام است و در شهرستان قزوین، روستای ازگینن سفلی واقع شده و این اثر در تاریخ ۲۵ اسفند ۱۳۷۹ با شمارهٔ ثبت ۳۱۳۱ به‌عنوان یکی از آثار ملی ایران به ثبت رسیده است.